# ساندكزهي بايين
ساندكزهي بايين (بالفارسية: ساندکزهی پایین) هي قرية تقع في منطقة بولان في إيران. يقدر عدد سكانها بـ 374 نسمة بحسب إحصاء 2016.